# Jerome, Idaho
Jerome är en stad i Jerome County i delstaten Idaho, USA. Jerome är administrativ huvudort (county seat) i Jerome County. 